# Walnut Grove (Mississipi)
Walnut Grove és una població dels Estats Units a l'estat de Mississipi. Segons el cens del 2000 tenia 488 habitants.

## Demografia
Segons el cens del 2000, Walnut Grove tenia 488 habitants, 215 habitatges, i 127 famílies. La densitat de població era de 235,5 habitants per km².
Dels 215 habitatges en un 31,6% hi vivien nens de menys de 18 anys, en un 35,3% hi vivien parelles casades, en un 20,9% dones solteres, i en un 40,5% no eren unitats familiars. En el 36,7% dels habitatges hi vivien persones soles el 14,9% de les quals corresponia a persones de 65 anys o més que vivien soles. El nombre mitjà de persones vivint en cada habitatge era de 2,27 i el nombre mitjà de persones que vivien en cada família era de 3.
Per edats la població es repartia de la següent manera: un 29,1% tenia menys de 18 anys, un 6,8% entre 18 i 24, un 26% entre 25 i 44, un 22,5% de 45 a 60 i un 15,6% 65 anys o més.
L'edat mediana era de 36 anys. Per cada 100 dones de 18 o més anys hi havia 79,3 homes.
La renda mediana per habitatge era de 21.719 $ i la renda mediana per família de 27.981 $. Els homes tenien una renda mediana de 21.667 $ mentre que les dones 26.000 $. La renda per capita de la població era d'11.851 $. Entorn del 25,2% de les famílies i el 29,8% de la població estaven per davall del llindar de pobresa.

## Poblacions més properes
El següent diagrama mostra les poblacions més properes.